# Afrocyclops gibsoni
Afrocyclops gibsoni is een eenoogkreeftjessoort uit de familie van de Cyclopidae. De wetenschappelijke naam van de soort is voor het eerst geldig gepubliceerd in 1904 door Brady.